# Postenje (Ljubovija)
Pour les articles homonymes, voir Postenje.
Postenje (en serbe cyrillique : Постење) est un village de Serbie situé dans la municipalité de Ljubovija, district de Mačva. Au recensement de 2011, il comptait 307 habitants.

## Démographie

### Évolution historique de la population
| 1948  | 1953 | 1961 | 1971 | 1981 | 1991 | 2002 | 2011 |
| ----- | ---- | ---- | ---- | ---- | ---- | ---- | ---- |
| 1 061 | 818  | 598  | 707  | 590  | 493  | 383  | 307  |

|  |